# Baptistkirken i Odense
Baptistkirken i Odense også kaldet Kristuskirken er en baptistkirke i Odense med ca. 280 medlemmer, hvoraf ca. 40 % er nydanskere. Kirken er indviet i 1933, tilbygningen i 1982, kirkesalen er renoveret i 2020.
Kirken består af mange ikke-medlemmer, da der er mange udenlandske studerende og da børn ikke tæller med i medlemsantal, før de døbes. Gudstjenesterne afholdes på dansk (tolkes på engelsk), vietnamesisk, tamil og jingpho.

## Aktiviteter
I tilknytning til kirken gennemføres en række sociale og kulturelle arrangementer. Det omfatter bl.a. gudstjenester for børn, ungdomsklub, seniortræf og Gospelkoret Joyful Voices.
Desuden tilbydes aktiviteter, som har mere karakter af hjælp - f.eks. tur til Legoland for børn, der ellers ikke kommer på ferie, hjælpepakker til økonomisk udsatte børnefamilier, hjælp med danskundervisning, praktisk hjælp til flygtninge, vejledning vedrørende det danske samfund og kommunen.